# Hendrik Willem van Loon
Hendrik Willem van Loon (Rotterdam, 14 januari 1882 - Old Greenwich (Connecticut), 11 maart 1944) was een Nederlands-Amerikaans historicus, journalist, auteur, tekenaar en boekillustrator. Tussen de twee wereldoorlogen stond hij bekend als "Amerika's beroemdste Nederlander".

## Biografie
Van Loon werd in 1882 geboren in een tamelijk welgesteld gezin in Rotterdam, in 1903 emigreerde hij naar de Verenigde Staten. Hij studeerde geschiedenis en was correspondent voor een krant bij de uitbraak van de Russische Revolutie in 1905. In 1906 trouwde hij met Eliza Ingersoll Bowditch, met wie hij twee zonen kreeg. In 1919 werd hij Amerikaans staatsburger. In 1920 trouwde hij met zijn tweede vrouw Eliza Helen Criswell, naar wie hij later terugkeerde nadat hij in 1927 voor de derde keer was getrouwd met Frances Goodrich Ames.
In 1911 verkreeg hij een academische graad van doctor in de geschiedenis aan de universiteit van München. Uit zijn wetenschappelijke arbeid werd zijn eerste boek geboren: The Fall of the Dutch Republic (1913). In 1914 was hij verslaggever in België tijdens het begin van de Eerste Wereldoorlog. In 1915 werd hij professor in de geschiedenis aan Cornell universiteit in Ithaca, New York (VS), later vertrok hij naar de Harvard-universiteit in Cambridge, Massachusetts. Hij was populair onder zijn studenten vanwege zijn aanstekelijke manier van lesgeven, maar werd onder vakgenoten minder gewaardeerd.
Van Loon maakte vervolgens carrière als journalist, radiocommentator, columnist, leverancier van vele artikelen en beschouwingen voor kranten en tijdschriften, gastdocent aan verschillende universiteiten en auteur van populairwetenschappelijke boeken, die hij zelf met pentekeningen illustreerde. Ze haalden een totale oplage van zes miljoen exemplaren. Zijn doorbraak als schrijver kwam in 1921 met het jeugdboek "The story of mankind", dat in twintig talen werd vertaald. Zijn populariteit steeg daarna snel en hij groeide uit tot een celebrity en een van de bekendste Nederlanders in de Verenigde Staten.
Van Loon maakte vele reizen en keerde tijdens bezoeken aan Europa af en toe in Nederland terug. Hij was erg gecharmeerd van het stadje Veere, waar hij zich tussen 1927 en 1931, na een moeilijke periode in de Verenigde Staten, enige jaren permanent vestigde in het huis De Houttuyn aan de Kaai. Hij schreef hier aan zijn boeken en baarde af en toe opzien door zijn flamboyante levensstijl en bijzondere initiatieven. Een gedenksteen in de gevel van zijn huis herinnert nog aan dit verblijf.

## Betekenis
Van Loon was een uitbundige en extravagante persoonlijkheid. Alles aan hem was groot: hij was 1.90 meter lang, woog op een gegeven moment 136 kilo, was altijd op zoek naar vrijheid, moed, vriendschap en discussie en was in een gezelschap vaak aan het woord, puttend uit een oeverloos aantal anekdoten. Als flamboyant journalist en bestsellerschrijver leverde hij een niet aflatende stroom boeken, columns, kranten- en tijdschriftartikelen en radioprogramma's.
Met zijn boeken, die van hoog tot laag en van jong tot oud leesbaar waren, heeft hij veel bijgedragen aan de kennis over Nederland bij brede lagen van de Amerikaanse bevolking. Hij wist via zijn publicaties de Amerikanen ervan te overtuigen dat Nederland meer was dan een "land van klompen, molens en tulpen", maar dat het land door zijn geschiedenis, scheepsbouw, ontdekkingsreizen en kunst een belangrijke factor was geweest in de ontwikkeling van Europa en de wereld.
Tijdens de Tweede Wereldoorlog heeft hij, dankzij zijn vele relaties, nog veel voor zijn land kunnen doen. Hij raakte nauw bevriend met president Franklin Roosevelt en was een regelmatig bezoeker van het Witte Huis. Hij ontmoette ook prinses Juliana en koningin Wilhelmina en groeide zo uit tot intermediair tussen Roosevelt en de Nederlandse regering.
Hoewel diverse boeken van hem vertaald werden in het Nederlands, was zijn populariteit in Nederland tijdens zijn leven al minder dan in de Verenigde Staten. Werden na zijn dood zijn boeken in de Verenigde Staten keer op keer herdrukt, in Nederland bleven herdrukken uit en raakte hij langzaam in de vergetelheid.

## Werk
In de jaren twintig, dertig en begin veertig van de twintigste eeuw schreef Van Loon vele populair-wetenschappelijke boeken, vaak over grote, algemene onderwerpen die hij in een breed historisch kader plaatste, soms over de geschiedenis van een specifiek land of een historische figuur. Hij schuwde daarbij niet het onderwerp met een brede blik te bezien en hield zich bij de grote lijn, treffend naar voren komend in titels als "The Story of ..." en "The Life and Times of ...". Hij schreef in een informele stijl en voorzag zijn boeken regelmatig van persoonlijke anekdotes.
Hij benadrukte de belangrijke gebeurtenissen in de geschiedenis en probeerde een zo compleet mogelijk beeld van individuele karakters te geven en had veel aandacht voor de kunst in de geschiedenis. De huidige behoefte naar een historische canon zou hem zeker aangesproken hebben en hij zou er zo de nodige bijdragen voor geleverd kunnen hebben. Zijn meest succesvolle boek was wel The Story of Mankind, een geschiedenis van de wereld speciaal voor kinderen, dat in 1922 de eerste Newbery Medal won. In 1937 werd hij voor zijn literaire werk benoemd tot Officier in de orde van Oranje-Nassau en in 1942 voor o.m. zijn oorlogsinspanningen tot Ridder in de orde van de Nederlandse Leeuw.  

### Engels
Lijst van boeken door Hendrik Willem van Loon, in chronologische volgorde van eerste publicatie in het Engels:
- 1913 - The Fall of the Dutch Republic
- 1915 - The Rise of the Dutch Kingdom
- 1916 - The Golden Book of the Dutch Navigators
- 1917 - A Short History of Discovery
- 1920 - Ancient Man. The Beginning of Civilizations
- 1921 - The Story of Mankind
- 1923 - The Story of the Bible
- 1925 - The Story of Wilbur the Hat
- 1925 - Tolerance
- 1927 - The Story of America
- 1928 - Adriaen Block. Skipper, Trader, Explorer
- 1928 - Life and Times of Pieter Stuyvesant
- 1928 - Man the Miracle Maker (later: The story of inventions. Man, the miracle maker en: Multiplex Man)
- 1930 - R.v.R. The Life and Times of Rembrandt van Rijn
- 1932 - To Have or To Be. Take Your Choice
- 1932 - Van Loon's Geography. The Story of the World We Live In
- 1933 - An Elephant Up a Tree
- 1933 - An Indiscreet Itinerary or How the Unconventional Traveler Should See Holland
- 1935 - Air-Storming
- 1935 - Around the World with the Alphabet
- 1935 - Ships and How They Sailed the Seven Seas
- 1935 - A World Sivided Is a World Lost
- 1937 - The Arts
- 1937 - Observations on the Mystery of Print and the Work of Johann Gutenberg
- 1938 - How to Look at Pictures
- 1938 - Our Battle. Being One Man's Answer to My Battle By Adolf Hitler
- 1939 - My School Books
- 1940 - Invasion
- 1940 - The Life and Times of Johann Sebastian Bach
- 1940 - The Story of the Pacific
- 1942 - Van Loon's Lives
- 1943 - Thomas Jefferson
- 1943 - The Life and Times of Scipio Fuhlhaber
- 1943 - The Life and Times of Simon Bolivar
- 1945 - Adventures and Escapes of Gustavus Vasa
- 1947 - Report to Saint Peter

Muziekboeken, in samenwerking met Grace Castagnetta:
- 1936 - The Songs We Sing
- 1937 - Christmas Carols
- 1938 - Folk Songs of Many Lands
- 1939 - The Last of the Troubadours. The Life and Music of Carl Michael Bellman (1740-1795)
- 1939 - The Songs America Sings
- 1941 - Good Tidings
- 1942 - Christmas Songs
- 1942 - The Message of the Bells

### Nederlands
Nederlandse vertalingen van de boeken door Hendrik Willem van Loon, in chronologische volgorde van eerste publicatie:
- 1923 - De geschiedenis der menschheid
- 1924 - De Bijbel naverteld
- 1924 - De mensch in het grijs verleden
- 1926 - De vrijmaking der menschheid. Geschiedenis van 's menschen strijd om het recht van vrijheid van gedachte
- 1928 - Van zintuig tot werktuig. Of hoe de mensch het uitvinden leerde
- 1930 - Amerika
- 1931 - R.v.R. Het leven en de tijd van Rembrandt van Rijn
- 1934 - Het zeegat uit! De scheepvaart door alle eeuwen
- 1938 - De mens en zijn kunst
- 1941 - Invasie
- 1947 - Pioniers der vrijheid
- 1949 - Uit het leven en de tijd van Johann Sebastian Bach
- 1951 - Verslag aan Petrus
- 1952 - De geschiedenis van de Stille Zuidzee

## Trivia
Door Amerikaanse verslaggever gevraagd naar de uitspraak van zijn naam, zei hij in The Literary Digest "Ik blijf bij de Nederlandse uitspraak van de dubbele 'o'—'Loon', zoals 'loan' in 'Loan and Trust Co.' Mijn zonen zullen misschien de Amerikaanse uitspraak accepteren. Het maakt niet echt veel uit" (Charles Earle Funk, What's the Name, Please?, Funk & Wagnalls, 1936).